# Ходосиха
Ходо́сиха —  село в Україні, у Шишацькій селищній громаді Миргородського району Полтавської області. Населення становить 33 особи. До 2015 орган місцевого самоврядування — Шишацька селищна рада.
Село належить до історико-етнографічного регіону Середнє Подніпров'я (Наддніпрянщина).

## Географія
Село Ходосиха знаходиться за 0,5 км від села Вишневе, за 2 км від селища Шишаки. По селу протікає пересихаючий струмок з загатою. Поруч проходить автомобільна дорога Т 1720.

## Історія
Село виникло у другій половині XVIII століття. В описі Київського намісництва є хутір, розташований в урочищі Ходосиха, де на 1781 рік проживає 15 козаків. На початку XIX століття хутором володів Олексій Клименко.
12 червня 2020 року, відповідно до розпорядження Кабінету Міністрів України № 721-р «Про визначення адміністративних центрів та затвердження територій територіальних громад Полтавської області», село увійшло до складу Шишацької селищної громади.
19 липня 2020 року, в результаті адміністративно - територіальної реформи та ліквідації Шишацького району, село увійшло до складу новоутвореного Миргородського району Полтавської області.